# Notiser ur Sällskapets pro Fauna et Flora Fennica förhandlingar
Notiser ur Sällskapets pro Fauna et Flora Fennica förhandlingar (abreviado Not. Sallsk. Fauna Fl. Fenn. Forh.) fue una revista científica con ilustraciones y descripciones botánicas que fue publicada en Helsinki desde 1876 hasta 1925. Fue reemplazada por Meddelanden af Societas pro Fauna et Flora Fennica.